# Baroda
Baroda byl významný knížecí stát v Britské Indii, na sever od Bombaje. Jeho území bylo rozděleno do několika menších enkláv, které měly dohromady rozlohu 21 048 km². Stát se dělil na čtyři distrikty (Kádi, Baroda, Nasvári a Amreli) a ty pak na jednotlivé okresy. Zanikl v roce 1949, kdy se stal součástí dominia Indie.

## Geografie
Tvořila ho převážně úrodná nížina, kterou protékaly řeky Máhí, Narmada a Táptí.
Hlavním městem státu byla Baroda (dnes Vádódara) s 94 712 obyvateli (1921). Ve městě se nacházel velký palác Gáekvárů, centrální tržiště, aréna pro zápasy zvířat a zvěřinec, střední škola, nemocnice, státní knihovna, ústřední vězení a pochopitelně státní úřady, železniční stanice a množství chrámů.

## Historie

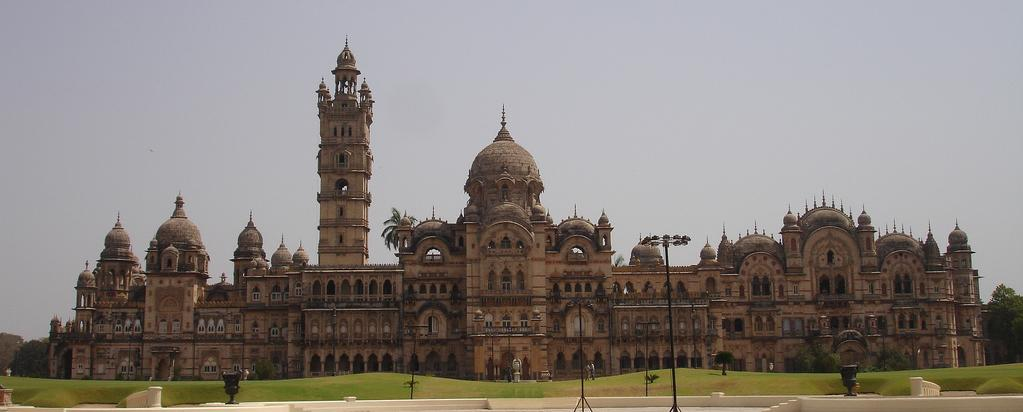
Palác mahárádži v Barodě vybudovaný v roce 1890

Vládnoucí dynastie Gáekvárů byla u moci od roku 1720, kdy po rozpadu Mughalské říše, tak jako jinde, získal místní maráthský vůdce velký vliv a osamostatnil se. V roce 1780 byla uzavřena první z několika smluv s Brity, kteří uznali knížectví v jeho hranicích a zabezpečovali jeho ochranu, za což se barodský vládce zavazoval vydržovat pro policejní jednotky 3 000 mužů jezdectva.

## Obyvatelstvo a náboženství
Roku 1921 měla Baroda 2 126 522 obyvatel, živících se hlavně zemědělstvím. Z toho hinduisté tvořili 89,8 %, muslimové 8 %, džinisté 2,1 % a ostatní náboženství (křesťané, Pársové) 0,1 %.

## Státní symboly
První barodská vlajka byla tvořena listem barvy šafránu. Mezi lety 1874–1936 byla užívána vlajka, kterou státu udělila britská královna Viktorie. V roce 1936 se vlajka změnila.

Barodská první vlajka
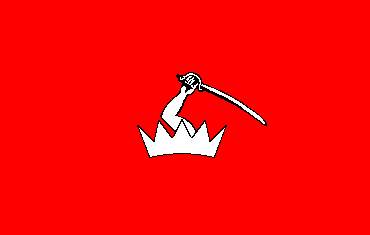
Barodská vlajka (1874–1936)
Barodská vlajka (1936–1949)

## Ekonomika

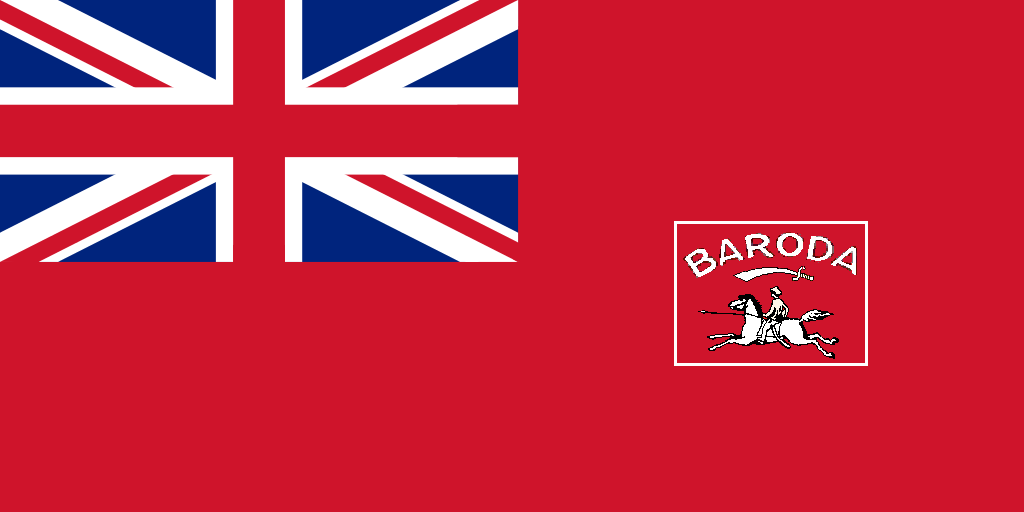
Barodská obchodní vlajka

Pěstovaly se zde hlavně obilí (proso, pšenice a rýže), bavlna, tabák, mák (výroba opia), cukrová třtina a olejniny. Na jihozápadě byl rozšířen chov koní.
Baroda byla prvním z domorodých států, který začal na svém území budovat železnici (rok 1875) a její hustota byla největší ze všech knížecích států. Roku 1921 bylo na území státu asi 1900 km drah, problémy ovšem způsobovaly tři rozdílné rozchody kol (široký indický, evropský a úzký). Na poměry knížecích států byla na dobré úrovni i silniční síť.

## Armáda
Armádu tvořilo cca 3 000 mužů pravidelného a cca 6 250 mužů nepravidelného vojska, se 42 děly.